# شهرزاد میرقلی‌خان
شهرزاد میرقلی خان (زادهٔ ۱۳۵۶) شهروند ایرانی است که به اتهام دست داشتن در صدور غیرقانونی تجهیزات نظامی از جمله ۳٬۰۰۰ دوربین دید در شب در سال ۲۰۰۷ بازداشت شد. او در ۷ اوت ۲۰۱۲ از زندانی در ایالات متحدهٔ آمریکا آزاد شد.

میرقلی خان پس از بازگشت به ایران به عنوان مدیر روابط بین‌الملل پرس تی‌وی منصوب شد. پس از انتصاب محمد سرافراز به‌عنوان رئیس سازمان صدا و سیما، وی، میرقلی خان را به‌عنوان بازرس ویژهٔ خود منصوب کرد.

## خانواده
وی همسر پیشین محمود سیف و مادر دو دختر دوقلو است. محمود سیف رئیس شرکت تهران فناور در خیابان کریمخان است. شهرزاد که همسر دوم وی بوده است و خود نیز پیش‌تر یک بار ازدواج کرده بود، به دلیل مشارکت با سیف دستگیر شده است. مادر او، بلقیس روشن استاد زبان‌شناسی دانشگاه پیام نور است. پدر وی هم پیش‌تر در جنگ‌های نامنظم همرزم مصطفی چمران بوده است.

## دستگیری
اتهام او تلاش برای خرید و ارسال سه هزار دوربین دید در شب به ایران بود که با قوانین ایالات متحده راجع به تحریم تسلیحاتی ایران مغایرت داشت.گزارش‌هایی که در آن زمان در رسانه‌های آمریکایی منتشر شد، حاکی از آن بود که در آن جلسهٔ محمود سیف، همسر شهرزاد میرقلی خان، که ظاهراً از بازنشستگان سپاه پاسداران بوده، نقش اصلی را به عنوان خریدار به عهده داشته و کار هماهنگی به عهدهٔ خانم میرقلی‌خان بوده است. علت اصلی دستگیری شهرزاد اتهام مشارکت در خرید چند صد دوربین دید در شب بود که با همکاری همسر سابقش محمود سیف انجام شده بود. دولت آمریکا نام شهرزاد میر قلی خان و همسرش را در فهرست تروریست‌های تحت تعقیب قرار داده و در دو مرحله، دو حکم حبس متناقض برای میر قلی خان صادر کرد. میر قلی خان که خود به تنهایی در دادگاه از اتهام خود دفاع می‌کرد و برای این کار وکیلی استخدام نکرده بود در ماه آوریل در دادگاه مورد محاکمه قرار گرفته و محکوم شناخته شد. حسین نوش‌آبادی، سفیر وقت ایران در عمان گفته بود که خانم میرقلی‌خان «بنا بر اتهامات واهی و بی‌اساس» زندانی شده و در «بدترین شرایط تحت بازجویی و شکنجه‌های روحی» بوده است.خانم میرقلی خان پیش‌تر به همین اتهام در اتریش بازداشت، محاکمه و محکوم شده بود و به گفتهٔ منابع ایرانی، برای ادای توضیحات در مورد اتهامات همسرش داوطلبانه به آمریکا رفت اما در آن کشور بازداشت شد.
حبس شهرزاد میرقلی خان واکنش تند مقامات جمهوری اسلامی، از جمله محمود احمدی‌نژاد (رئیس جمهور وقت) و برخی رسانه‌های این کشور را به دنبال داشت که اتهامات علیه وی را ساختگی دانسته و از بدرفتاری با او در زندان خبر می‌دادند.

### وضعیت در زندان
میرقلی‌خان در مصاحبه‌ای که با مشرق، وبگاه نزدیک به اصولگرایان در مورد بدرفتاری‌ها با وی در زندان آمریکا گفته بود: «ببینید این‌ها نمی‌آیند شما را بزنند و آشکارا کسی را شکنجه کنند اما به عنوان مثال من را از ساعت چهار صبح می‌بردند در سلول‌های انفرادی که باید زندانی در آن‌ها منتظر بماند تا به دادگاه برود و در این سلول‌ها عرض نشیمن‌گاه صندلی که برای شما قرار داده‌اند کمتر از ۲۰ سانتیمتر است و دمای هوای این سلول‌ها نیز در بهترین حالت ۱۰ درجهٔ سانتی‌گراد بالای صفر است و زندانی را با یک لباس نازک و نامناسب داخل این سلول می‌گذارند که فرد در آن تقریباً فریز می‌شود. اصلاً از سرما و نشستن روی یک صندلی که کلاً ۲۰ سانتی‌متر نشیمن‌گاه دارد خود به خود ستون فقرات فرد به هم می‌پیچد. از ساعت چهار تا هفت و نیم صبح من را در چنین محیطی نگه می‌داشتند و بعد تازه ساعت هفت و نیم صبح زنجیرهای سنگین دور کمر و پاهای زندانی می‌بستند تا او را به دادگاه ببرند. برای من هر بار که می‌خواستند مرا به دادگاه ببرند این زنجیرهای سنگین را چنان محکم می‌بستند که من هر بار که به دادگاه می‌رفتم و بازمی‌گشتم تمام نقاط بدنم که زنجیر به آن‌ها بسته شده بود از دست و پا گرفته تا کمر همه خونین و مالین بود جوراب‌های من در پاهایم پاره می‌شد تا دوباره به زندان بازگردم. شاید برای بسیاری از زندانیان این زنجیرها را کمی شل‌تر می‌بستند اما برای من زنجیرها را چنان محکم می‌بستند که من همیشه چند روز بعد از روز برگزاری دادگاه نیز دست و پا و کمرم به شدت مجروح بود.»
در آن زمان مادر و دو دختر خانم میرقلی خان توانستند با سفر به آمریکا ملاقاتی با وی داشته باشند. پیش از آن، خانم بلقیس روشن مادر شهرزاد میرقلی‌خان در گفتگو با خبرنگار سیاست خارجی خبرگزاری فارس، از درخواست خود برای دیدار و گفتگو با محمود احمدی‌نژاد رئیس‌جمهور وقت سخن گفت و با توجه به آنچه که او مشکلات مالی پس از زندانی شدن شهرزاد می‌نامید، خواستار مساعدت دولت برای تأمین هزینه‌های آن سفر شد.

### آزادی از زندان

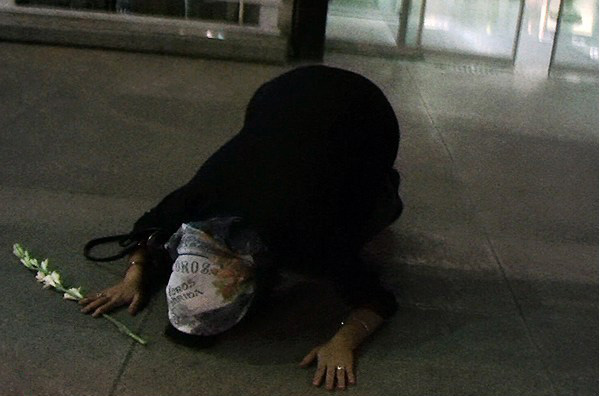
سجده بر خاک وطن پس از بازگشت به ایران - فرودگاه امام خمینی تهران

آزادی شهرزاد میرقلی خان ظاهراً پس از گزارش خبری پرس تی‌وی در مورد وضعیت زندان او و با وساطت دولت عمان صورت گرفته است که پیش از این نیز در ماجرای بازداشت سه شهروند آمریکایی در ایران میانجیگری کرده بود. شهرزاد میرقلی خان هنگام ورود به مسقط، پایتخت عمان، مورد استقبال اعضای خانوادهٔ خود قرار گرفت که به همین منظور به این کشور سفر کرده بودند. به گفتهٔ خبرگزاری دولتی عمان، یک سخنگوی امور خارجهٔ این کشور از دولت آمریکا برای آزادی خانم میرقلی خان تشکر کرده و گفته است: «این عمل انسان دوستانه برای منافع هر دو کشور سودمند خواهد بود و به آرامش در منطقه کمک خواهد کرد.»

### فشارها برای آزادی میرقلی خان
محکومیت و حبس شهرزاد میرقلی خان واکنش تند مقامات جمهوری اسلامی، از جمله محمود احمدی‌نژاد، رئیس جمهوری، و برخی رسانه‌های این کشور را به دنبال داشت که اتهامات علیه این زن ایرانی را ساختگی دانسته و از بدرفتاری با او در زندان خبر می‌دادند. در تاریخ ۲۳ شهریور ۱۳۹۰، انجمن‌های اسلامی دانشجویان برخی از دانشگاه‌های استان‌های تهران و البرز بیانیه‌ای را خطاب به قوهٔ قضاییه در رابطه با شهرزاد میر قلی خان خواندند.

### خروج ناگهانی از ایران
شهرزاد میرقلی‌خان که مسئولیت بازرسی ویژهٔ رئیس صداوسیما را به عهده داشت، در نیمهٔ دی‌ماه ۱۳۹۴ از ایران خارج شد و به مسقط پایتخت عمان رفت. محمد سرافراز رئیس صدا و سیما با اعتراض به فشارها برای خروج او گفت اتهامات و برچسب‌هایی که در برخی رسانه‌ها و شبکه‌های اجتماعی در مورد وی مطرح شده مانند جاسوسی، اختلاس، نفوذی و داشتن روابط نامشروع، ناشی از بداخلاقی است. شهرزاد میرقلی‌خانِ در ایران کتاب خاطرات خود را دربارهٔ دورهٔ حبسش در آمریکا به زبان انگلیسی منتشر کرد. کتاب ۵۰۰ صفحه‌ای شهرزاد، یک داستان واقعی شرح «بدرفتاری‌هایی» بود که خانم میرقلی‌خان ادعا می کرد در دوران زندان متحمل شده بود. سرافراز در مصاحبه‌اش با جام جم گفته است که این کتاب «به درخواست ما و با هدف افشای ماهیت ضدانسانی رفتار و کردار آمریکا» منتشر شد، اما عوامل یک دستگاه امنیتی با فراخواندن وی و بیان این که چرا کتاب چاپ کرده یا چرا با رسانه‌ها مصاحبه کرده است، از خانم میرقلی‌خان خواستند کشور را ترک کند.